# Ванесса Кірбі
Ванесса Нуала Кірбі (англ. Vanessa Nuala Kirby; нар. 18 квітня 1988, Вімблдон, Англія, Велика Британія) — англійська акторка, яка відома ролями в фільмах «Коханий з майбутнього», «Піднесення Юпітер», «До зустрічі з тобою» та серіалі «Корона». 2019 у прокат вийшла стрічка про Голодомор в Україні «Ціна правди» режисерки Аґнешки Голланд, у якій Ванесса зіграла одну з головних ролей (Ада Брукс).

## Життєпис
Ванесса Кірбі народилася у Вімблдоні, Велика Британія в родині уролога та редактора журналу. Вона навчалася в приватній школі для дівчат леді Елеонор Голлс. У 17 років Ванесса зробила спробу вступити в Лондонську академію музичного та драматичного мистецтва, але отримала відмову. Протягом року вона навчалася та працювала в школах і госпісах для хворих на СНІД у Південній Африці. Кірбі вивчала англійську мову в Ексетерському університеті до того, як отримала запрошення від театрального режисера Девіда Текера на участь у трьох театральних постановках у Болтоні.

## Кар'єра

### 2010—2014: Сценічний дебют та ранні роботи
Кірбі підписала контракт з агентством талантів і познайомилася з театральним режисером Девідом Текером, завдяки якому вона отримала три головні ролі в проєктах «Всі мої сини», «Привиди» та "Сон в літню ніч ".
У 2011 році Кірбі продовжила виступати в Національному театрі у виставі «Жінки, стережіться жінок». Вона також грала у п'єсі «Кислотна проба» у Королівському театрі у постановці Саймона Годвіна. За свою гру Кірбі отримала похвалу від Пола Тейлора з The Independen. Того ж року Кірбі дебютувала на телебаченні у двох серіалах BBC: «Година»  та «Великі сподівання».
На початку 2012 року Кірбі знялась у британському кримінальному фільмі «Пустище». Прем'єра фільму відбулася на Міжнародному кінофестивалі в Торонто. Фільм отримав схвальні відгуки і виграв у категорії «Кращий дебют». У вересні 2012 року вона зіграла Машу у відомій постановці Бенедикта Ендрюса «Три сестри в Young Vic», отримавши надзвичайно хороші відгуки.
У 2013 році Кірбі повернулася в Королівський національний театр, щоб зіграти королеву Англії Ізабеллу Французьку в «Едуарді II» з Джоном Геффернаном, а Майкл Біллінгтон для The Guardian зазначив, що Кірбі показала «сильну гру». Кірбі зіграла роль другого плану в романтичній комедії Річарда Кертіса «Коханий з майбутнього» з Рейчел Мак-Адамс у головній ролі. Протягом цього часу вона знялася в американському фільмі «Небезпечна ілюзія» і в одному з епізодів британського телесеріалу «Пуаро Агати Крісті».

### 2014—2020: Міжнародне визнання
Влітку 2014 року Кірбі зіграла Стеллу Ковальські у п'єсі «Трамвай „Бажання“». Вона перемогла в категорії «Найкраща жіноча роль другого плану» на Whatsonstage Awards 2014.
Також у 2014 році Кірбі з'явився у фільмі «Королева та країна», сценаристом і режисером якого став Джон Бурман. Фільм був показаний у секції «Двотижневик режисерів» Каннського кінофестивалю 2014 року.
2015 рік був дуже плідним для Кірбі. У неї були ролі другого плану в «Евересті», у космічній опері «Піднесення Юпітера» та в «Кістка в горлі». На телебаченні Кірбі знялася в британському телевізійному драматичному фільмі «Костюмер»;  також вона зіграла головну роль у серіалі «Хроніки Франкенштейна».
Також у 2015 році Кірбі обрали на роль принцеси Маргарет для першого оригінального британського серіалу «Корона» від Netflix. За свою гру Кірбі була номінована на телевізійну премію BAFTA за найкращу жіночу роль другого плану в 2017 році та отримала нагороду за другий сезон у 2018 році. За роль принцеси Маргарет у серіалі «Корона» Кірбі отримала похвалу від критиків і здобув міжнародну популярність.
У 2016 Кірбі зіграла три екранні ролі: Зельду Фіцджеральд у фільмі «Геній» разом із Коліном Фертом, Джудом Лоу та Ніколь Кідман; головну роль у науково-фантастичному фільмі «Наказ убити»; і вона зіграла в романтичній драмі «До зустрічі з тобою».
У 2018 році Кірбі повернувся на сцену та зіграла головну героїню в «Джулі» у Королівському національному театрі. На великому екрані вона знялася у двох бойовиках: «Місія нездійсненна: Фолаут» разом із Томом Крузом та «Форсаж: Гоббс та Шоу» разом із Двейном Джонсоном та Джейсоном Стетхемом. Вона також з'явилася в «Ціна правди», який розповідає історію Ґарета Джонса. Фільм був знятий режисеркою Аґнешкою Голланд і змагався за «Золотого ведмедя» на 69-му Берлінському міжнародному кінофестивалі.
У 2020 році Кірбі зіграла у фільмі Корнеля Мундруско «Фрагменти жінки». Фільм отримав позитивні відгуки, а Кірбі отримала загальне визнання критиків. Вона отримала різні номінації, зокрема на премію «Оскар», «Золотий глобус», BAFTA та премію Гільдії кіноакторів за найкращу жіночу роль.
Крім того, на Венеціанському кінофестивалі 2020 року Кірбі рекламувала «Майбутній світ».

### 2021–нині: Власна продюсерська компанія та блокбастери
У 2021 році Кірбі разом із сестрою Джульєтт заснувала лондонську продюсерську компанію Aluna Entertainment, яка має угоду з Netflix.
У 2022 році вона зіграла у драматичному фільмі «Син». Світова прем'єра фільму відбулася на 79-му Венеціанському міжнародному кінофестивалі.
Кірбі повторила свою роль у фільмі «Місія неможлива: Розплата. Частина перша» і восьмому фільмі «Місія нездійсненна 8».

## Фільмографія

### Фільми
| Рік  |    | Українська назва                         | Оригінальна назва                             | Роль                      |
| ---- | -- | ---------------------------------------- | --------------------------------------------- | ------------------------- |
| 2010 | ф  | Кохання/Втрата                           | Love/Loss                                     | Джейн                     |
| 2012 | ф  | Пустище                                  | The Rise                                      | Нікола                    |
| 2012 | кф | Нора                                     | Nora                                          | молода жінка              |
| 2013 | ф  | Закохатися до смерті                     | The Necessary Death of Charlie Countryman     | Фелісіті                  |
| 2013 | ф  | Коханий з майбутнього                    | About Time                                    | Джоанна                   |
| 2014 | кф | Обмін                                    | The Exchange                                  | дівчина                   |
| 2014 | кф | Опівнічники                              | Insomniacs                                    | Джейд                     |
| 2014 | ф  | Королева та країна                       | Queen and Country                             | Доун Роган                |
| 2014 | кф | Перегорни сторінку: Диявол у деталях     | Off the Page: Devil in the Detail             | Джессіка                  |
| 2015 | ф  | Піднесення Юпітер                        | Jupiter Ascending                             | Кетрін Данлеві            |
| 2015 | ф  | Кістка в горлі                           | Bone In The Throat                            | Софі                      |
| 2015 | ф  | Еверест                                  | Everest                                       | Сенді Гілл Піттман        |
| 2016 | ф  | Наказ убити                              | Kill Command                                  | Міллс                     |
| 2016 | ф  | Геній                                    | Genius                                        | Зельда Фіцджеральд        |
| 2016 | ф  | До зустрічі з тобою                      | Me Before You                                 | Алісія                    |
| 2018 | ф  | Місія неможлива: Фолаут                  | Mission: Impossible – Fallout                 | Аланна                    |
| 2019 | ф  | Форсаж: Гоббс та Шоу                     | Fast & Furious: Hobbs & Shaw                  | Гетті Шоу                 |
| 2019 | ф  | Ціна правди                              | Gareth Jones                                  | Ада Брукс                 |
| 2020 | ф  | Фрагменти жінки                          | Pieces of a Woman                             | Марта Вайс                |
| 2021 | ф  | Італійські дослідження                   | Italian Studies                               | Аліна Рейнольдс           |
| 2022 | ф  | Син                                      | The Son                                       | Бет                       |
| 2023 | ф  | Місія неможлива: Розплата. Частина перша | Mission: Impossible – Dead Reckoning Part One | Аланна Міцополіс          |
| 2023 | ф  | Наполеон                                 | Napoleon                                      | Жозефіна Богарне          |
| 2024 | ф  | Едем                                     | Eden                                          | Дора Штраух-Ріттер        |
| 2025 | ф  | Місія неможлива: Фінальна розплата       | Mission: Impossible 8                         | Аланна Міцополіс          |
| 2025 | ф  | Фантастична четвірка: Перші кроки        | The Fantastic Four: First Steps               | Сью Шторм / Невидима леді |
| 2026 | ф  | Месники: Судний день                     | Avengers: Doomsday                            | Сью Шторм / Невидима леді |

### Телебачення
| Рік       |    | Українська назва      | Оригінальна назва           | Роль                                                  |
| --------- | -- | --------------------- | --------------------------- | ----------------------------------------------------- |
| 2011      | с  | Година                | The Hour                    | Рут Елмс (3 епізоди)                                  |
| 2011      | с  | Великі сподівання     | Great Expectations          | Естелла (3 епізоди)                                   |
| 2012      | с  | Лабіринт              | Labyrinth                   | Еліс Таннер (2 епізоди)                               |
| 2013      | с  | Пуаро Агати Крісті    | Agatha Christie's Poirot    | Селія Рейвенскрофт (епізод: "Elephants Can Remember") |
| 2015      | тф | Костюмер              | The Dresser                 | Ірен                                                  |
| 2015      | с  | Хроніки Франкенштейна | The Frankenstein Chronicles | леді Джемайма Кірбі (7 епізодів)                      |
| 2016—2022 | с  | Корона                | The Crown                   | принцеса Маргарет (18 епізодів)                       |

## Нагороди й номінації
| Нагорода                                | Рік  | Категорія                                                   | Робота          | Результат |
| --------------------------------------- | ---- | ----------------------------------------------------------- | --------------- | --------- |
| Оскар                                   | 2021 | Найкраща жіноча роль                                        | Фрагменти жінки | Номінація |
| BAFTA Film Awards                       | 2021 | Найкраща жіноча роль                                        | Фрагменти жінки | Номінація |
| BAFTA TV Awards                         | 2017 | Найкраща жіноча роль другого плану                          | Корона          | Номінація |
| BAFTA TV Awards                         | 2018 | Найкраща жіноча роль другого плану                          | Корона          | Перемога  |
| Золотий глобус                          | 2021 | Найкраща жіноча роль — драма                                | Фрагменти жінки | Номінація |
| Еммі                                    | 2018 | Найкраща жіноча роль другого плану драматичного телесеріалу | Корона          | Номінація |
| Премія Гільдії кіноакторів США          | 2017 | Найкращий акторський склад у драматичному серіалі           | Корона          | Номінація |
| Премія Гільдії кіноакторів США          | 2018 | Найкращий акторський склад у драматичному серіалі           | Корона          | Номінація |
| Премія Гільдії кіноакторів США          | 2021 | Найкраща жіноча роль                                        | Фрагменти жінки | Номінація |
| Супутник                                | 2021 | Найкраща жіноча роль — драма                                | Фрагменти жінки | Номінація |
| Кінопремія «Вибір критиків»             | 2021 | Найкраща жіноча роль                                        | Фрагменти жінки | Номінація |
| Венеційський міжнародний кінофестиваль  | 2020 | Кубок Вольпі за найкращу жіночу роль                        | Фрагменти жінки | Перемога  |
| AACTA International Awards              | 2021 | Найкраща жіноча роль                                        | Фрагменти жінки | Номінація |
| AACTA International Awards              | 2024 | Найкраща жіноча роль другого плану                          | Наполеон        | Номінація |
| Премія Лондонського гуртка кінокритиків | 2021 | Найкраща акторка року                                       | Фрагменти жінки | Номінація |
| Премія Лондонського гуртка кінокритиків | 2021 | Найкраща британська/ ірландська акторка року                | Фрагменти жінки | Номінація |
| Премія Лондонського гуртка кінокритиків | 2021 | Найкраща британська/ ірландська акторка року                | Прийдешній світ | Номінація |